# Tatort: Bombenstimmung
Bombenstimmung ist ein Fernsehfilm aus der Kriminalreihe Tatort der ARD und des ORF. Der vom WDR produzierte Beitrag wurde am 12. Oktober 1997 erstmals ausgestrahlt und ist die 372. Tatortfolge und der zweite Fall der Ermittler Ballauf und Schenk.

## Handlung
Der Lehrer Hans Ziemann wird am Ende des Unterrichts vor dem Schulgebäude von einem Kamerateam erwartet. In dem Moment, als er durch die Tür tritt, detoniert eine Bombe in einem Papierkorb neben ihm und der Lehrer wird getötet.
Die Kommissare Ballauf und Schenk sollen den Fall übernehmen und erfahren vom Direktor der Schule, dass Ziemann von der Schülerin Kathrin Stein wegen Vergewaltigung und sexueller Belästigung angezeigt, aber gerade freigesprochen wurde. Deshalb standen auch die Reporter auf der Lauer. Während Ballauf versucht, die Ehefrau des Opfers zu benachrichtigen, begibt sich Schenk auf die Suche nach den Journalisten, um möglicherweise über das Filmmaterial Hinweise auf den Täter zu erhalten.
Ballauf befragt Kathrin Stein und stellt fest, dass sie in recht schwierigen Verhältnissen aufwächst. Ihr arbeitsloser und gewalttätiger Vater lehnt sie ab, seit sie sich seinen Launen zur Wehr gesetzt hatte. Ihre Mutter ist mit den vier weiteren Kindern ausgelastet und hat nur noch wenig Einfluss auf ihre aufsässige Tochter. Kathrin ist nur noch selten zu Hause und mit ihrem Freund Hubert Kamphofen unterwegs. Beim Jugendamt ist die Familie bereits unter Beobachtung und Kathrin als notorische Lügnerin bekannt. Eine kriminelle Energie, die ein Attentat auf ihren Lehrer erklären würde, spricht die Gutachterin ihr jedoch ab. Ballauf ist sich sicher, dass Ziemann zu Recht freigesprochen wurde und Kathrin ihren Lehrer aus gekränkter Eitelkeit und Rache beschuldigt hatte. Als die Ermittler erfahren, dass in der Schule eine größere Menge Salpeter verschwunden ist und dass der Schüler Hubert Kamphofen nicht nur der Freund von Kathrin ist, sondern auch begabt genug, eine Bombe zu bauen, konzentrieren sich Ballauf und Schenk auf ihn. Doch als sie ihn befragen wollen, finden sie ihn erhängt in seinem Zimmer. In einem Abschiedsbrief gibt er an, dass er aus Liebe zu Kathrin ihrem Peiniger einen Denkzettel verpassen wollte, von dem er nicht annehmen konnte, dass er so dramatisch enden würde.
Ballauf ist sich unsicher, ob der Junge allein an dem Unglück schuld ist. Bei der Befragung von Edith Ziemann, der Ehefrau des Opfers, ergeben sich Widersprüche und auch der sensationssüchtige Reporter hätte durchaus Interesse daran gehabt, spektakuläre Bilder zu produzieren. Auch gab es zwei Zünder an dem Sprengsatz, von denen einer ein aufwendiger Fernzünder war und offensichtlich nicht von einem Schüler stammte.
Zunächst holt Ballauf jedoch erst einmal Kathrin zum Haus der Kamphofens, um ihr das Ausmaß ihrer Lügengeschichten bewusst zu machen. Doch sie schweigt und versucht sich bei der nächsten Gelegenheit selber umzubringen. Glücklicherweise überlebt sie den Sprung in den Rhein.
Bei der Suche nach dem Gegenstück zu dem Fernzünder geraten Paul Grimme und sein privates Filmstudio immer mehr in den Fokus. Ballauf kann dem Reporter eindeutigen Betrug bei seinen Filmaufnahmen nachweisen, die er aus Sensationsgründen tätigte. Fast alle seine  Reportagen waren gefälscht und möglicherweise wollte er mit der Detonation zusätzliche Brisanz in seine Berichte bringen. Zudem stellt sich heraus, dass Helga Grimme nicht nur Lehrerin ist und Kollegin von Ziemann war, sondern dass sie auch eine Affäre mit ihm hatte. Ballauf erfährt von Kathrin, dass sie Grimme von der Bombe erzählt hatte, da sie regelmäßig Kontakt zu ihm hatte und auch bei seinen gefälschten Videos vor der Kamera mitarbeitete. Daraufhin wird Paul Grimme festgenommen.
In der Folge wurde Schenk zum Kriminalhauptkommissar befördert.

## Rezeption

### Einschaltquote
Die Erstausstrahlung von Bombenstimmung am 12. Oktober 1997 wurde in Deutschland insgesamt von 8,87  Millionen Zuschauern gesehen und erreichte einen Marktanteil von 25,04 Prozent für Das Erste.

### Kritik
TV Spielfilm zeigte den Daumen nach oben und fand: „Kecke kölsche Hahnenkämpfe“.

### Trivia

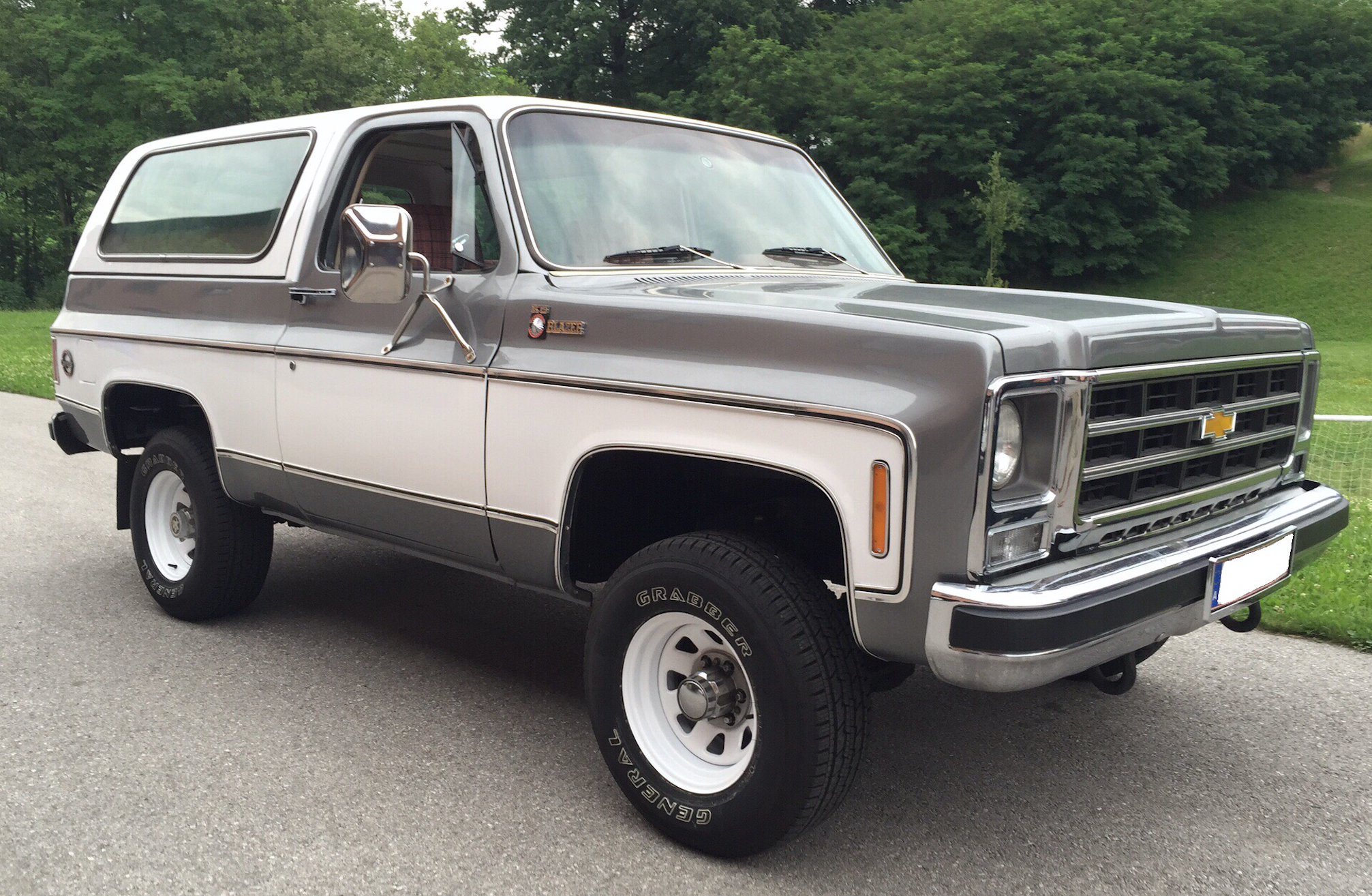
Chevrolet Blazer K5

Freddy Schenk und die Autos: Weil die Mordkommission nur einen bescheidenen Fiat Marea Weekend (K-IJ 5876) als Dienstwagen hat, setzt Schenk sich für ein zweites Fahrzeug ein. In der Sicherstellungshalle liebäugelt er zunächst mit einem Cadillac DeVille Cabriolet (3. Generation) und plädiert dann für einen Ferrari F355. Max Ballauf als Chef wählt jedoch einen großen Geländewagen Chevrolet Blazer K5, der mit dem Kennzeichen K-KO 437 am Ende des Films noch zum Einsatz kommt.